# Паришкура Володимир Іванович
Володи́мир Іва́нович Паришку́ра (17 серпня 1938, с. Чакіно, Тамбовська область) — український селекціонер, кандидат сільськогосподарських наук, автор сортів люпину (білого, жовтого, вузьколистого).

## Життєпис
Володимир Іванович народився 17 серпня 1938 року в Тамбовській обл., Ржакінському районі с. Чакіно.
Закінчив десятирічку м. Носівка Чернігівської області, потім — Українську сільськогосподарську академію 1970 р. за фахом: агрономія, вчений агроном.
Володимир Іванович після пошуку себе в житті (працював шахтарем, водієм, робітником заводу) продовжив справу свого батька Івана Степановича Паришкури, після навчання у виші став селекціонером. Цікавим фактом з його біографії є те, що будучи вже на пенсії Володимир Іванович працював над новим сортом квіткових рослин «Фламінго» (100 % авторства) на своїй приватній земельній ділянці. Для того щоб зробити новий сорт треба працювати як найменш 6 років, а надалі впровадити його в виробництво, займатися насінництвом має юридичне право тільки провідна установа (науково-дослідний інститут, сільськогосподарська станція тощо), а не як пенсіонер-дослідник, приватний підприємець. До того існує багато клопоту та матеріальних витрат, щоб сорт був зазначений в державному реєстрі. Своє авторство та правоту Володимир Іванович відстоював, навіть без адвокату в суді, має місце закон про авторське право, який ще досі не працює, а сортом Фламінго безпідставно користуються сьогоднішні сільськогосподарські підприємці.

### Родина
Батько — Паришкура Іван Степанович (1903—1982). український селекціонер (горох та люпин), кандидат сільскогосподарскиї наук, депутат 1939—1941 р. обласної ради м. Тамбов СРСР, фронтовик, учасник Великої Вітчизняної війни 1941—1945 рр.
Мати — Жиденко Олександра Микитівна (1909—2001). Майстер маслороб.
Сестри: Паришкура Зоя Іванівна (1933-1990) — інженер морського флоту, порт м. Феодосія та Каплюк Світлана Іванівна (17.05.1940)  — інженер порошкової металургії, розробник фільтру для води м. Київ.
Дружина: Паришкура Валентина Петрівна (29.07.1939-14.09.2017) — науковий співробітник, мікробіолог, хімік-аналітик.
Дочки: Олена (22.06.) — вчитель біології та Юлія (04.08.) кандидат педагогічних наук, доцент, тренер оздоровчих програм, громадський діяч та Sales Leader косметичної компанії.
Син: Дмитро (01.12.) — митний брокер та шестеро онуків. Мешкає в м. Чернігів.

## Здобутки та відзнаки
Вчений ступінь: кандидат сільськогосподарських наук.
Має нагороди:
- Медаль «За трудову доблесть»;
- медаль учасника виставки досягнень народного господарства УРСР;
- нагрудний знак «Винахідник СРСР».

Автор сортів люпину (квіткових рослин родини Бобові):
- «Луч» (співавтори: Паришкура І. С. — 33 %, Петранєв Г. Й. — 33 %),
- «Козелецький» (Люпин білий) (співавтор: Петранєв Г. Й. — 15 %),
- «Факел» (співавтор: Петранєв Г. Й. — 50 %),
- «Фламінго» (Люпин вузьколистий) (100 %).